# Adolphe Goupy de Beauvolers

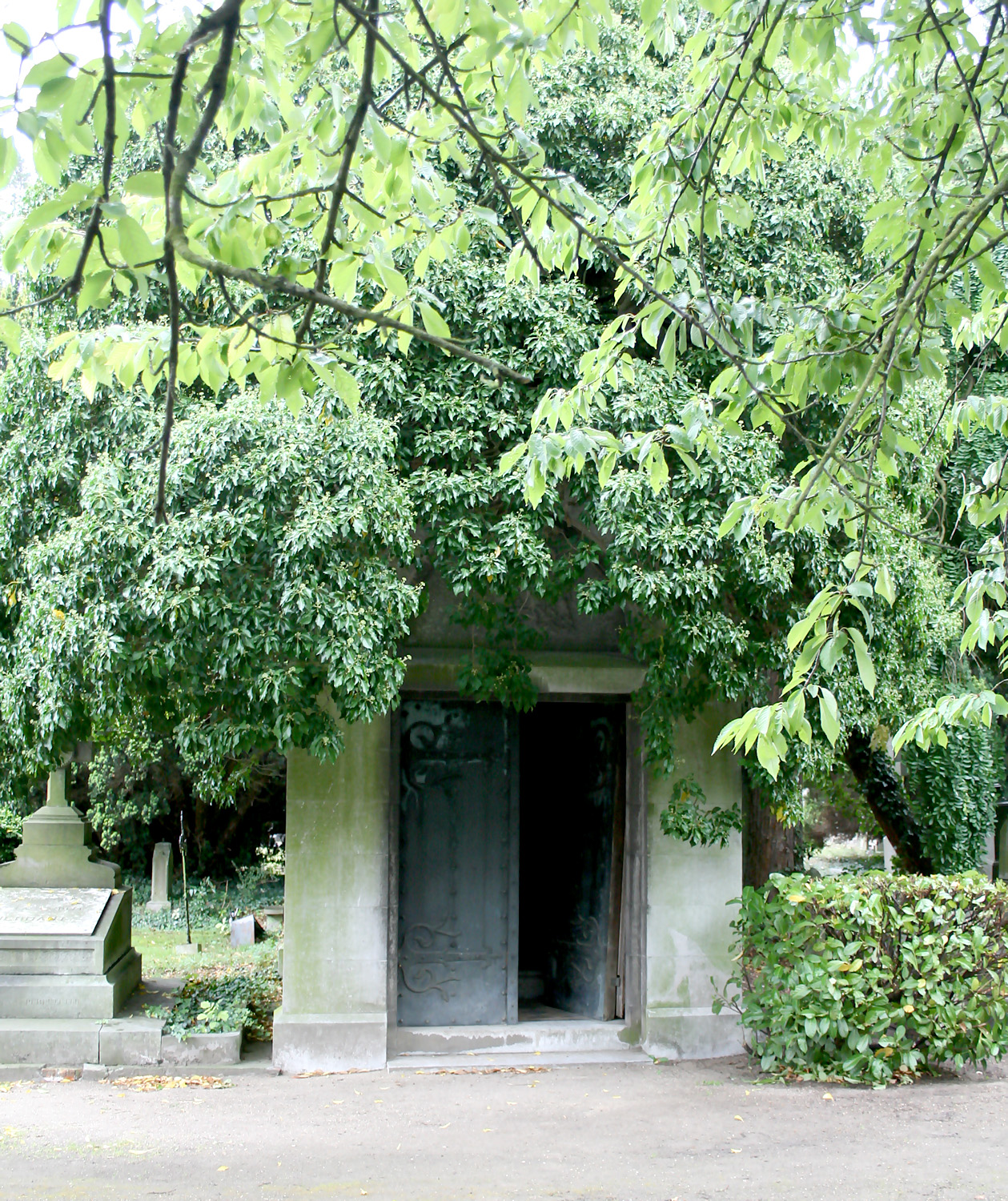
Grafkapel van Adolphe Goupy de Beauvolers op het Oud Kerkhof van Hasselt.

Burggraaf Adolphe Emmanuel Louis Hubert Ghislain Goupy de Beauvolers (Brugge, 2 juni 1825 - Hasselt, 21 april 1894) was een Belgisch liberaal politicus en provinciegouverneur.

## Familie
Adolphe Goupy was de zoon, naast drie dochters, van Adolphe-Alphonse Goupy de Beauvolers (1796-1869), die burgemeester was van Sint-Kruis en van Adèle van Outryve d'Ydewalle (1798-1828), dochter van Emmanuel-Louis van Outryve d'Ydewalle. Hij was een neef van de burgemeester van Sint-Andries Edouard de Nieulant
In 1853 trouwde hij met Idalie Rotsart de Hertaing (1829-1891), dochter van Ernest Rotsart de Hertaing en Prudence van der Gracht d'Eeghem. Ze hadden twee zoons en een dochter, die echter zonder nakomelingen bleven.
In 1888 kreeg Goupy de vergunning om de titel van burggraaf over te nemen van een oudere familietak die was uitgestorven.

## West-Vlaanderen
Aanvankelijk begon Goupy aan een diplomatencarrière. In 1846 was hij attaché bij de Belgische ambassade in Den Haag. Een andere activiteit vereiste echter zijn volle aandacht, die van het beheer van de eigendommen die hem waren toebedeeld, enerzijds van zijn vader en moeder, anderzijds van de familie van zijn vrouw. Hij verliet hierom de diplomatie.
Ten laatste in 1852 integreerde hij zich in het Brugse sociale leven. In mei 1858 werd hij verkozen tot liberaal provincieraadslid, maar werd in 1864 niet herkozen. Hij werd actief in de Compagnie Brugse Jagers Verkenners (Burgerwacht te paard): lid (1852), onderluitenant (1859), kapitein-commandant (1867-1873)
Hij vervulde officiële functies als volgt:
- Provincieraadslid van West-Vlaanderen (1858-1864);
- Gemeenteraadslid van Brugge (1860-1870);
- Arrondissementscommissaris voor Brugge-Oostende (1867-1879).

Verdere activiteiten die hij in Brugge ontplooide:
- Lid van de Sint-Sebastiaansgilde in Brugge (1852);
- Regeerder van de Watering van de Moere in Meetkerke (1854);
- Lid en hoofdman van de Sint-Sabastiaansgilde Vrije Archiers in Sint-Kruis (1858), in opvolging van zijn vader;
- Bestuurslid van het Bureel van Weldadigheid van Brugge (1858);
- Lid van de Hoge Raad van de Landbouw (1858);
- Lid (1859) en secretaris (1864) van 'Le Concert de la Réunion' in Brugge;
- Ondervoorzitter van de Vereniging van Hofbouw en Kruidkunde (1864);
- Ondervoorzitter van de Breydelcommissie (1867);
- Voorzitter van de Vrienden der Schamele Armen (1869);
- Lid van de Jachtvereniging tegen het stropen (1870).

## Limburg
Op 5 april 1879 werd Goupy benoemd tot gouverneur van de provincie Limburg.
Dit was een gevolg van het aantreden van de homogeen liberale Regering-Frère-Orban-Van Humbeeck.
De politieke tegenstellingen werden onder deze radicale liberale regering aanzienlijker en hadden onder meer tot gevolg dat gouverneurs die bekendstonden als van katholieke strekking werden afgezet en vervangen door liberalen.
Ook al was hij een duidelijk politieke benoeming, kon Goupy zich zodanig door alle strekkingen laten aanvaarden dat hij, ook bij de terugkeer van de katholieke partij aan de macht, zijn ambt behield en dit tot aan zijn dood.